# Педро Менендес де Авілес
Педро Менендес де Авілес (ісп. Pedro Menéndez de Avilés; 15 Лютого 1519 Авілес, Іспанія — 17 Вересня 1574 Сантандер, Іспанія) — іспанський адмірал та мандрівник, засновник найдавнішого міста на території сучасних США — Сент-Огастін. Перший губернатор Іспанської Флориди.

## Життєпис

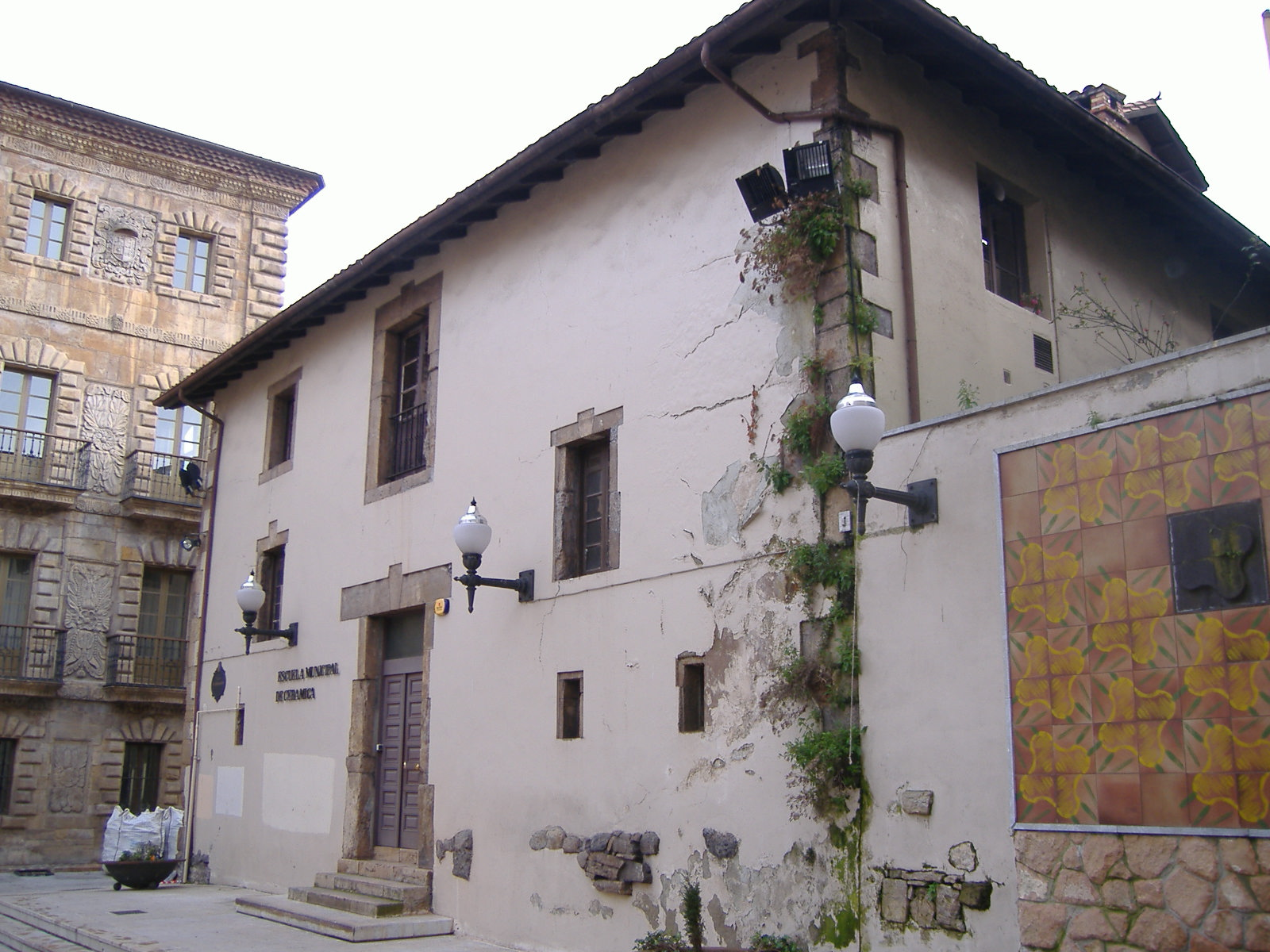
Будинок в якому народився Педро Менендес де Авілес

Педро народився в знатній родині іспанських дворян-землевласників з міста Авілес. Захоплений романтикою морських подорожей та відкриттів, він у віці 14 років утік з батьківського дому і подався на флот.
Менендес збудував свою кар'єру у військово-морських силах Іспанії на службі у короля Філіпа II. Його початкові плани щодо подорожі до Флориди були направлені на пошуки його сина, Хуана, корабель якого зазнав аварії в 1561 році. Свого сина він знайти так і не зміг.
Після заснування Форт-Каролайн у сучасному Джексонвіллі французькими гугенотами, Авілесу було доручено завоювати півострів як Аделантадо. Для реалізації цих планів було засновано поселення Сент-Огастін у 1565 році. Пізніше, захопив Форт-Каролайн і витіснив французів.
В якості губернатора території, Менендес дослідив місцевість і побудував додаткові укріплення. Повернувшись до Іспанії в 1567 році, в жовтні того ж року Авілес був призначений губернатором Куби.